# Cahuzac-sur-Adour
Cahuzac-sur-Adour è un comune francese di 240 abitanti situato nel dipartimento del Gers nella regione dell'Occitania.
Il territorio comunale è attraversato da un piccolo corso d'acqua chiamato Boscassé.

## Società

### Evoluzione demografica
Abitanti censiti